# Ashton Agar
Ashton Charles Agar (* 13. Oktober 1993 in Melbourne, Australien) ist ein australischer Cricketspieler, der seit 2013 für die australische Nationalmannschaft spielt.

## Kindheit und Ausbildung
Agar hat eine aus Sri Lanka stammende Mutter und zwei jüngere Brüder, von denen Wes Agar ebenfalls für Australien spielt. Er spielte für die Jugendmannschaften für Victoria und auch für die U19-Nationalmannschaft Australiens. In der Saison 2012/13 wechselte er zu Western Australia.

## Aktive Karriere
Nachdem er für Western Australia im First-Class-Cricket Aufmerksamkeit erregte, wurde er nach nur drei Spielen von den Selektoren für die Tour in Indien ausgewählt, spielte dort jedoch nicht. Sein Debüt in der Nationalmannschaft gab er bei der Ashes Tour 2013 gegen England, als er im ersten Test ein Half-Century über 98 Runs erreichte. Überwältigt von dem gestiegenen Interesse an ihm und nach einem schwachen zweiten Spiel, wurde er jedoch nicht weiter im Team berücksichtigt. In der Saison 2013/14 gab er in der Big Bash League sein Debüt für die Perth Scorchers. Bei der Ashes Tour 2015 absolvierte er dann sein Debüt im ODI-Cricket und im März 2016 auf der Tour in Südafrika auch im Twenty20-Cricket. Er tat sich schwer, den Erwartungen gerecht zu werden und spielte im Sommer 2017 bei der Tour in Bangladesch noch einmal zwei Tests, wobei er im ersten 3 Wickets für 46 Runs erzielte. Ab dem Jahr 2018 wurde er vornehmlich im Twenty20-Cricket eingesetzt. Bei einem Drei-Nationen-Turnier in Neuseeland im Februar 2018 gelangen ihm gegen den Gastgeber 3 Wickets für 27 Runs und er wurde als Spieler des Spiels ausgezeichnet. Im Februar 2020 gelangen ihm im ersten Twenty20 auf der Tour in Südafrika 5 Wickets für 24 Runs, wobei er einen Hattrick erzielte und ebenfalls ausgezeichnet wurde. Im dritten Spiel der Serie erreichte er noch einmal 3 Wickets für 16 Runs. Bei der Tour in Neuseeland gelangten ihm im dritten Twenty20 6 Wickets für 30 Runs. Auch wurde er für den ICC Men’s T20 World Cup 2021 nominiert, spielte dort jedoch nur ein Spiel gegen England.